# Max Alessandrini
Max Alessandrini (Bormio, 18 maggio 1965) è un fumettista italiano.
È il coautore della serie tv a cartoni animati Tommy & Oscar, creata insieme a Iginio Straffi e prodotta dalla casa di produzione Rainbow di Loreto. Dal 2000 vive a Barcellona, dove lavora come consulente creativo, curando la sceneggiatura, la grafica e lo sviluppo di diverse testate di fumetti e serie TV.
Le sue passioni sono il cinema, i cartoni animati, i fumetti e la musica jazz (nel 1992 è stato membro fondatore del gruppo jazz-funk Funk Sinatra).